# 콘토소
콘토소(영어: Contoso)는 마이크로소프트가 예제용으로 사용하는 가상의 회사 또는 도메인이다. 이사회는 업계 관계자인 댄 점프 CEO가 인솔하고 있다. 2011년 4월 1일 만우절에 구글 측은 '콘트소는 마이크로소프트의 기술을 단념하고, 구글 앱스를 선택했다.'라는 농담을 한 바 있다.

## 마이크로소프트의 다른 예제용 회사들
- 마이크로소프트 액세스에서는 데이터베이스 성능 소개에 노스윈드 트레이더(Northwind Traders→북풍상사)라는 가상 회사가 등장한다.
- 인터넷 익스플로러 7 베타 시험판에는 브라우저의 고보장 인증서 설명에 우드그로브 은행(www.woodgrovebank.com)이라는 가상 은행이 등장한다.
- 마이크로소프트 CRM 연습자료에는 해당 제품을 사용하는 어드벤처웍스(AdventureWorks)라는 자전거 회사가 등장한다. 마이크로소프트 SQL 서버 예제 데이터베이스에와 비즈톡 연습교재에도 등장한다.